# 大衛·弗萊 (棒球員)
大衛·詹姆斯·弗萊（英語：David James Fry，1995年7月5日—），為美國職棒大聯盟的指定打擊、捕手和一壘手，目前效力於克里夫蘭守護者。

## 職業生涯

### 密爾瓦基釀酒人
2018年美國職棒大聯盟選秀，釀酒人在第7輪215順位選進弗萊。他在1A繳出3成12的打擊率，並敲出12轟與57分打點。隔年他繼續待在1A，2020年因為COVID-19疫情肆虐而沒有打球。2021年，他從2A開季，並在季中升上3A，這年他的打擊率為2成55，並敲出12轟與46分打點。

### 克里夫蘭守護者
2022年3月13日，釀酒人將弗萊交易到守護者，換來J. C. Mejía。弗萊在3A繳出2成56的打擊率，並敲出17轟與74分打點。隔年他從3A開季，並在5月1日登上大聯盟。9月4日，他上場後援4局，投了64球寫下野手投球單場次高紀錄。那場比賽他挨了3轟，被敲出10支安打失7分。
2024年，他繳出2成63的打擊率，並敲出14轟與51分打點。該年他入選明星賽，2024年美國聯盟分區賽，他在第四場敲出關鍵超前轟，並在9局上打回第五分，幫助守護者拿下勝利，並在系列賽成功打敗老虎。2024年美國聯盟冠軍賽，弗萊在第三場10局下敲出再見轟，幫助守護者拿下系列賽唯一一勝。
2024年11月4日，球隊宣布弗萊將進行手肘手術錯過開季。他一直休息到5月底才重返大聯盟。

## 外部連結
- 球員資訊和成績在MLB，ESPN，Baseball Reference，Fangraphs，The Baseball Cube （英文）